# Aleksandr Szabalin
Aleksandr Osipowicz Szabalin (ros. Александр Осипович Шабалин, ur. 22 października?/4 listopada 1914 we wsi Judmoziewo w obwodzie archangielskim, zm. 16 stycznia 1982 w Leningradzie) – radziecki kontradmirał, dwukrotny Bohater Związku Radzieckiego (1944).

## Życiorys
Skończył niepełną szkołę średnią w Onedze, pracował w Murmańsku m.in. jako marynarz, w 1935 ukończył kursy nawigatorów przy technikum morskim w Murmańsku. 
Od 1936 służył w Marynarce Wojennej ZSRR, skończył szkołę elektromechaniczną oddziału Floty Bałtyckiej w Kronsztadzie, służył na kutrach torpedowych Floty Bałtyckiej i od 1938 Floty Północnej. Brał udział w wojnie z Finlandią 1939-1940 i w wojnie z Niemcami od sierpnia 1941 jako dowódca kutrów torpedowych, od 1943 należał do WKP(b). Do początku 1944 dowodzony przez niego okręt wypływał w celach bojowych 82 razy, zatapiając okręt podwodny wroga, 4 transporty i 2 inne statki oraz zestrzelił samolot. W maju 1944 został dowódcą oddziału kutrów torpedowych Floty Północnej. Podczas wojny zatopił 32 okręty i transporty przeciwnika ze sprzętem i wojskami. Od kwietnia 1945 dowodził oddziałem kutrów torpedowych Floty Bałtyckiej, w 1951 ukończył Kaspijską Wyższą Szkołę Marynarki Wojennej, a w 1955 wyższe kursy kadry oficerskiej przy Akademii Marynarki Wojennej. Został dowódcą brygady okrętów na Bałtyku, od 1957 wykładał w Szkole Marynarki Wojennej im. Frunzego w Leningradzie, od stycznia 1968 do sierpnia 1969 był zastępcą szefa sztabu Floty Północnej (od 21 lutego 1969 w stopniu kontradmirała), później zastępcą komendanta Szkoły Marynarki Wojennej im. Frunzego, w 1975 zakończył służbę wojskową. 
Był honorowym obywatelem Archangielska (18 stycznia 1978) i Onegi (1980). W Onedze postawiono jego popiersie z brązu.

## Odznaczenia
- Złota Gwiazda Bohatera Związku Radzieckiego (dwukrotnie - 22 lutego 1944[1] i 5 listopada 1944)
- Order Lenina (dwukrotnie - 9 listopada 1941 i 22 lutego 1944)
- Order Czerwonego Sztandaru (trzykrotnie, m.in. 14 października 1943)
- Order Wojny Ojczyźnianej II klasy (8 października 1944)
- Order Czerwonej Gwiazdy
- Order „Za służbę Ojczyźnie w Siłach Zbrojnych ZSRR” III klasy
- Medal „Za zasługi bojowe”
- Medal „Za obronę Radzieckiego Obszaru Podbiegunowego”

I inne.